# Grigorovich I-Z
Il Grigorovich I-Z (in russo Григорович И-Z?, Grigorovič I-Z), noto anche come I-ZET (in cirillico И-ЗЕТ) fu un aereo da caccia monomotore a ala bassa progettato dall'OKB 84 diretto da Dmitrij Pavlovič Grigorovič e sviluppato in Unione Sovietica negli anni trenta.
Caratterizzato da un'insolita configurazione offensiva, basata, oltre che su una mitragliatrice PV-1 calibro 7,62 mm, su due cannoni senza rinculo APK calibro 76,2 mm, venne prodotto in piccola serie ed utilizzato dalla Sovetskie Voenno-vozdušnye sily (VVS), l'aeronautica militare sovietica, dove rimase operativo negli anni successivi valutato anche nel ruolo di caccia parassita nell'ambito del Progetto Zveno.
Pur non avendo riscontro della sua efficacia in operazioni di guerra, il suo progetto venne riutilizzato per lo sviluppo del più avanzato Grigorovich IP-1.

## Storia del progetto

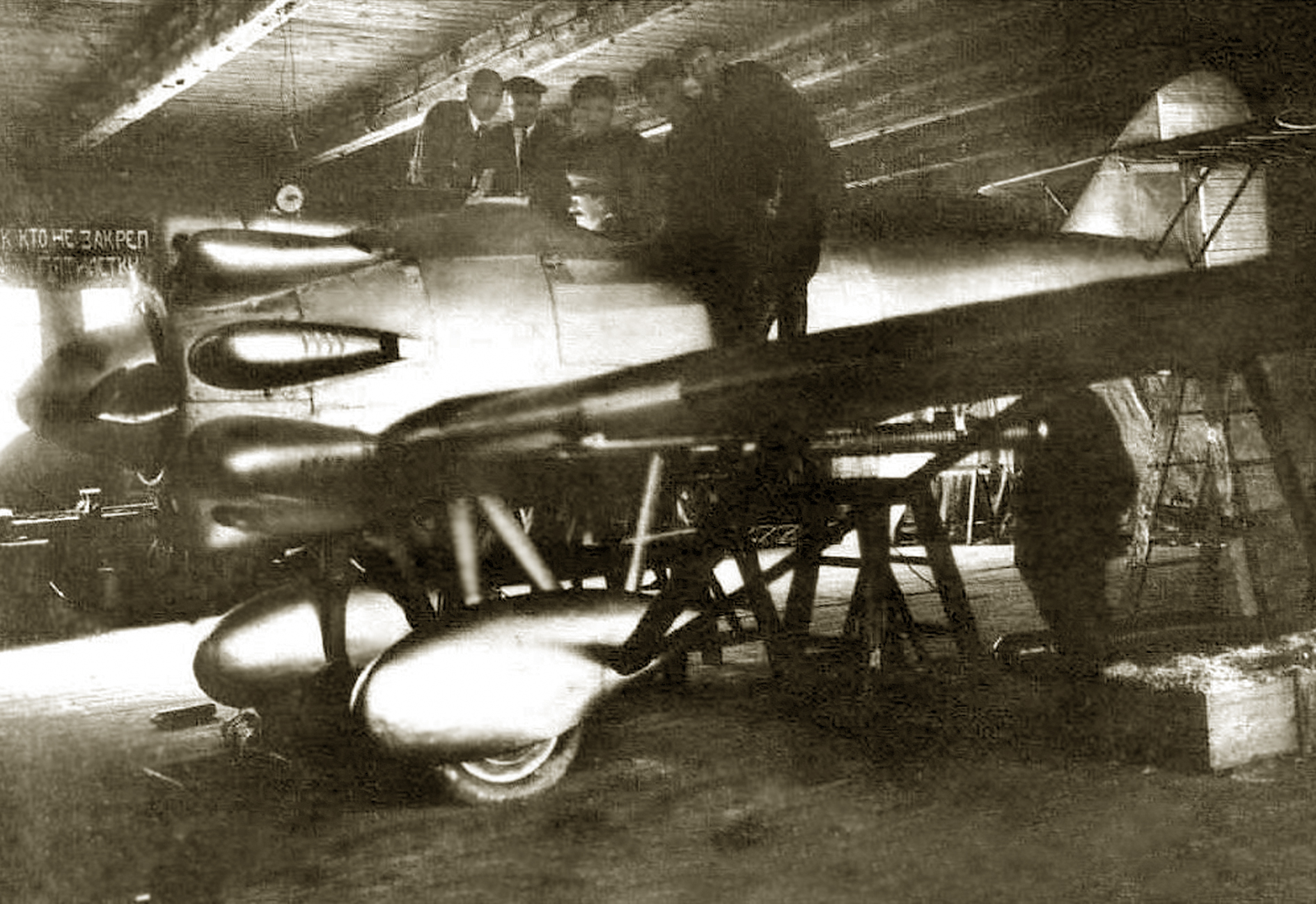
Il prototipo, caratterizzato dalla cappottatura del motore "a stella".

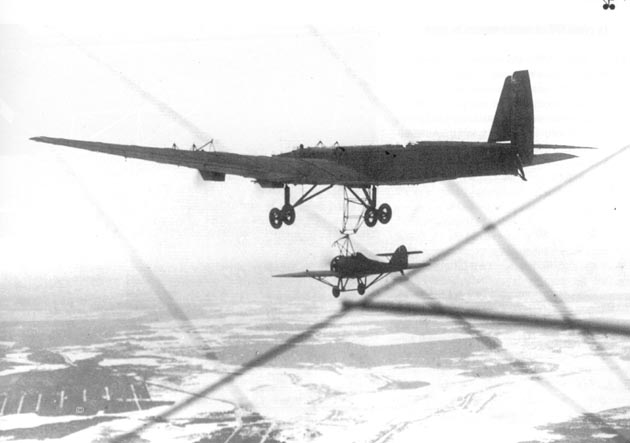
Un Grigorovich I-Z mentre si stacca da un Tupolev TB-3 nell'ambito del Progetto Zveno.

Durante gli anni trenta, con lo sviluppo di materiali sempre più sofisticati, leggeri e resistenti, la tecnologia aeronautica applicata agli aerei da combattimento aveva aumentato sensibilmente la loro resistenza in caso di attacco, tanto che le dotazioni offensive utilizzate fino ad allora dai caccia non garantivano più l'abbattimento degli avversari. Al contrario di quanto venne fatto in occidente, dove per sopperire al problema iniziarono a sviluppare delle torrette con elementi binati, in Unione Sovietica si preferì la soluzione di un armamento di grosso calibro, specificatamente un cannone senza rinculo, che se utilizzato su caccia di piccole dimensioni riuscendo ad avvicinarsi a sufficienza poteva infliggere danni fatali.
L'armamento più adatto allo scopo fu riconosciuto nelle ricerche di Leonid Vasil'evič Kurčevskij, il quale nello stesso periodo aveva sviluppato i DRP, che adattandoli alle esigenze dell'impiego aeronautico vennero ribattezzati APK. Questi furono oggetto di studio nell'applicazione di nuovi progetti da parte di diversi uffici di progettazione, tra i quali il CKB-39 (ЦКБ-39, Central'noe Konstruktorskoe Bjuro, Ufficio centrale di costruzione) di Chodynka, Mosca, che sotto la responsabilità di Grigorovič che avviò lo sviluppo di un modello atto ad equipaggiarsene identificato come I-Zet (И-зет).
Il prototipo venne portato in volo per la prima volta nell'estate 1931.

## Utilizzatori
Unione Sovietica
- Sovetskie Voenno-vozdušnye sily

### Pubblicazioni
- (RU) И-Z А.Л. Григоровича, in Мировая Авиация, n. 143, Mockba, DeAgostini.